# We Are Still Here (película de 2022)
We Are Still Here es una película de antología australiano-neozelandesa estrenada en 2022. Creada como respuesta al 250 aniversario del Segundo viaje de James Cook a Australia en 1772, el proyecto consta de diez cortometrajes vinculados de cada uno de diez cineastas indígenas australianos y maoríes sobre el impacto del colonialismo en las culturas indígenas de la región.
La película fue dirigida por Beck Cole, Dena Curtis, Tracey Rigney, Danielle MacLean, Tim Worrall, Renae Maihi, Miki Magasiva, Mario Gaoa, Richard Curtis y Chantelle Burgoyne, y abarcan una variedad de enfoques que incluyen drama de guerra histórico, ficción especulativa futurista y animación.

## Trama
La película alterna diferentes historias centradas en los indígenas australianos y neozelandeses del pasado, presente y futuro.

## Estreno
Se estrenó como película de apertura del Festival de Cine de Sídney 2022, y tuvo su estreno en Norteamérica en el programa Contemporary World Cinema en el Festival Internacional de Cine de Toronto 2022 el 10 de septiembre de 2022. La película ganó el premio al largometraje dramático en el festival imagineNATIVE Film and Media Arts. Fue estrenada en cines de Nueva Zelanda el 2 de febrero de 2023, y en Australia el 16 de febrero de 2023.

## Recepción
We Are Still Here recibió reseñas generalmente positivas de parte de la crítica y de la audiencia. En el sitio web agregador de reseñas Rotten Tomatoes, la película posee una aprobación de 78%, basada en 9 reseñas, mientras que en el sitio IMDb los usuarios le asignaron una calificación de 6.2/10, sobre la base de más de más de 169 votos.